# Julius Mönch
Julius Mönch (* 7. April 1820 in Offenbach am Main; † 21. September 1874 in Rheinfelden in der Schweiz) war ein deutscher Lederwarenfabrikant und Mitglied der Ersten Kammer der Landstände des Großherzogtums Hessen.

## Leben
Julius Mönch wurde als Sohn des Fabrikanten Johann Jacob Mönch (1786–1874) und dessen Ehefrau Christiana Wilhelmina Löber (1793–1830) geboren.
Nach seiner Schulausbildung in einem Betrieb im badischen Weinheim und im väterlichen Unternehmen wurde er auf den Beruf des Lederwarenfabrikanten vorbereitet. Er wurde Teilhaber in der väterlichen Firma und Mitbegründer der Industrieschule in Offenbach.
Von 1866 bis zu seinem Tod hatte er ein Mandat für die Erste Kammer des Landtags des Großherzogtums Hessen. Der Großherzog hatte ihn zum lebenslänglichen Mitglied der Ersten Kammer ernannt.

## Öffentliche Ämter
- 1864–1874 Präsident der 
Industrie- und Handelskammer Offenbach
- 1873 Mitglied der Jury der Weltausstellung in Wien[2]
- 26. Juni 1873 Substitut des zweiten Mitglieds der Direktion der Staatsschulden-Tilgungskasse

## Auszeichnungen
- 1. Oktober 1867 Ritterkreuz I. Klasse des Verdienstordens Philipps des Großmütigen
- 25. Januar 1874 Erlaubnis zur Annahme und zum Tragen des Ordens der Eisernen Krone III. Klasse
- 7. Februar 1872 Großherzoglich Hessischer Kommerzienrat[3].
- 19. Juni 1874 Geheimer Kommerzienrat